# Christian Friedrich Henrici
Christian Friedrich Henrici (Stolpen, 14 januari 1700 - Leipzig, 10 mei 1764) was een Duits dichter en librettist. Hij is vooral bekend gebleven als tekstdichter van cantates die later door Johann Sebastian Bach van muziek werden voorzien, onder het pseudoniem Picander. Henrici studeerde rechten in Wittenberg en Leipzig. Hij bekleedde de functie van Opperpostkommissar te Leipzig en was later aldaar districts- en stadsbelastinginner.

## Picander en Bach
Picander is de tekstschrijver van enkele van Bachs bekendste werken, waaronder de (wereldlijke) Koffiecantate, de Matthäus-Passion en naar alle waarschijnlijkheid ook het Weihnachtsoratorium. De samenwerking tussen Bach en Picander begon begin 1725 met de wereldlijke Schäferkantate "Entfliehe, verschwindet , entweichet, ihr Sorgen" (BWV 249a) voor het hof van Weissenfels. Een jaar na de Matthäus Passion gaf de dichter een volledige cyclus genaamd Cantaten auf die Sonn- und Fest-Täge durch das gantze Jahr uit. Het voorwoord (24 juni 1728) doet vermoeden dat de hele bundel in 1729 door Bach op muziek is gezet, maar slechts negen van deze cantates zijn bewaard gebleven. De twee edities van Bachs vierstemmige koralen uit 1765-1769 en 1783-1787 wekken althans de indruk dat het om meer dan negen cantates moet zijn gegaan. Picanders afwisseling van koraaltekst en vrije poëzie in de aria's en koren gaven Bach gelegenheid om verschillende combinaties toe te passen, zoals in de nummers 1 en 19 van de Matthäus-Passion.
Picander gaf als tekstdichter zijn naam aan Bachs vierde cantatejaargang, omvattende de negen overgeleverde cantates gecomponeerd van 1727 tot 1729.